# Taínos (película)
Taínos es una película del 2005 filmada en Puerto Rico. El filme fue escrito y dirigido por Benjamín López.
El guion de suspenso sigue a Sara Cordero (Miró), una joven estudiante de arqueóloga, que organiza una expedición a la Cueva de Mora en el municipio de Comerío con su hermana con su mejor amiga y Harold su pareja (antagonista de la película). Un joven llamado Yabey (Reyes) quien se ofrece a guiar a su expedición.
Como se aventuraron más en el bosque, descubren una tribu de indios taínos que viven lejos de la civilización. Este evento y otras circunstancias desencadenar una serie de conflictos que dividen y ponen en peligro a todo el grupo. También se le conoce como "La Última Tribu"

## Elenco
- Christie Miró - Sara Cordero
- Josué Reyes - Yabey
- Danny Fraticelli - Harold
- Sharon Nytaína - Nora
- Karina Guerra - Marilyn
- Ferrán Galindo - Tico
- Roberto Roman - Yani